# Пиховкинское сельское поселение
Пихо́вкинское се́льское поселе́ние — сельское поселение в составе Каменского района Ростовской области России.
Административный центр поселения — хутор Верхний Пиховкин.

## Административное устройство
В состав Пиховкинского сельского поселения входят:
- хутор Верхний Пиховкин;
- хутор Архиповка;
- хутор Нижний Пиховкин;
- хутор Сибилев;
- хутор Тишкин;
- хутор Урывский;
- хутор Штоколов.

## Население
| 2010  | 2012  | 2013  | 2014  | 2015  | 2016  | 2017  |
| ----- | ----- | ----- | ----- | ----- | ----- | ----- |
| 2592  | ↘2551 | ↘2506 | ↘2482 | ↘2445 | ↘2416 | ↘2387 |
| 2018  | 2019  | 2020  | 2021  |       |       |       |
| ↘2345 | ↘2318 | ↘2289 | ↘2260 |       |       |       |

## Органы местного самоуправления
В 1929 году образовался Пиховской сельский совет. 
Председатель:
Печенев Сергей Николаевич.
С 1940 г. - 1977 г. - Пиховской сельский Совет депутатов трудящихся и его исполком.
Его возглавляли:
с 1955 по 1961 г.г. – Павлов Петр Никитович
с 1961 по 1964 г.г. – Шведов Виктор Иванович
с 1964 по 1966 г.г. – Бондаренко Андрей Дмитриевич
с 1966 по 1977 г.г. - Федорцов Иван Гаврилович.
С 1977 г. - 1992 г. - Пиховской сельский Совет народных депутатов и его исполком.
Его председателями были:
с 1977 по 1979 г.г. – Савин Виктор Иванович
с 1979 по 1981 г.г. – Чибинев Виктор Алексеевич
с 1981 по 1983 г.г. – Чернецов Валентин Алексеевич
с 1983 по 1984 г.г. – Савин Виктор Иванович
с 1984 по 1987 г.г. – Баранков Валерий Алексеевич
с 1987 по 1990 г.г. - Кошкалда Николай Андреевич
с 1990 по 1992 г.г.- Баранков Валерий Алексеевич
с мая 1992 по декабрь 1992 г.г. - Самохин Николай Алексеевич
С 1993 г. - 2006 г. существовала Пиховская сельская администрация.
Главы:
с 1993 по 1994 г.г. – Бодрухин Николай Антонович
с 1994 по 1997 г.г. - Кошкалда Николай Андреевич
с 1997 г. по 2005 г. – Ковшарь Маргарита Юрьевна
С 2006 г. органом местного самоуправления является Администрация Пиховкинского сельского поселения.
Главы:
с 2006 г. по 2012 г. - Ковшарь Маргарита Юрьевна
с 01.11.2012 г. по настоящее время - Гинетова Алла Викторовна